# 333
333 је била проста година.

## Догађаји
- Флавије Далмације и Домиције Зенофил су именовани за римске конзуле.
- Цар Константин Велики повлачи римске трупе из Британије и напушта радове на Хадријановом зиду.
- Калокер диже побуну против Константина I и проглашава се царем. Флавије Далмације, одговоран за безбедност источне границе, послат је на Кипар да угуши побуну.
- Ши Хонг наслеђује свог оца Ши Леа као цара Каснијег Џао царства, у периоду Шеснаест краљевстава, али Ши Хонгов трећи рођак, Ши Ху, држи праву власт. Царица удовица Лиу (удовица Ши Леа) не успева да се реши Ши Ху, па је Ши Ху свргава и убија.

### Децембар
- 25. децембар – Константин I уздиже свог најмлађег сина Констанса на ранг цезара у Цариграду.